# Andra brittiska vågen
Andra brittiska vågen, ("Second british invasion", efter 1960-talets british invasion) är benämningen på den våg av brittisk popmusik som med hjälp av musikvideokanalen MTV blev internationellt stor i början av 1980-talet i framförallt USA. Vågen började när The Human League 1982 gick upp på första plats på Billboard Hot 100 med låten Don't You Want Me och etablerades när band som Duran Duran och Culture Club under några år dominerade de amerikanska hitlistorna.
Vågen inkluderade en lång rad andra dansorienterade och imagemedvetna brittiska artister som  A Flock of Seagulls, Billy Idol, Adam and the Ants, Spandau Ballet, Wham, Kajagoogoo,  The Fixx, Naked Eyes, Thompson Twins, Howard Jones, Eurythmics, Madness, Bananarama med flera. Men också The Police, gitarrockband som U2, Big Country och The Alarm och hårdrockgrupper som Def Leppard och Iron Maiden hade stora framgångar. Gary Numan banade väg för syntpop-orienterade band som The Human League, Soft Cell, Ultravox och Simple Minds.